# Wyndham (Nueva Zelanda)
Wyndham es una población rural de unos 550 habitantes localizada en la Isla Sur de Nueva Zelanda. Pertenece a la región de Southland, encontrándose a 45 kilómetros al este de Invercargill y a 25 km al sur de Gore.
Wyndham recibe su nombre en honor al general Windham que luchó en la Guerra de Crimea. Las calles reciben nombres de lugares, eventos, batallas y personalidades de aquella guerra. Fue fundada en 1869, recibiendo la consideración de distrito en 1882. 
Wyndham se encuentra en la ribera oriental del Río Mataura, entre el arroyo Mimihau, que se encuentra al norte y el Río Mokoreta, al sur. Protegida por un banco de inundación, Wyndham es un centro de servicios para los distritos vecinos contando con centro comercial, biblioteca, museo y hotel. En los alrededores de Wynham se pueden practicar varios deportes entre los que destaca el golf.
- Datos: Q6168409
- Multimedia: Wyndham, New Zealand / Q6168409